# حلتا (لبنان)
حلتا (به عربی: حلتا) یک منطقهٔ مسکونی در لبنان است که در شهرستان البترون واقع شده‌است. حلتا ۵۶۴ متر بالاتر از سطح دریا واقع شده‌است.